# 隆圓
隆圓（980年3月22日（天元三年三月初四）—1015年2月25日（長和四年二月初四））是平安时代中期天台宗延暦寺一派的僧侶。别称小松僧都、或普贤院僧都。中关白藤原道隆之子，母亲是高阶贵子。同母兄内大臣藤原伊周、中纳言藤原隆家，同母姐妹一条天皇皇后藤原定子、三条天皇东宫女御藤原原子等。

## 人物生平
隆圓大约于正历四年（993年）6月28日以前出家，为延历寺大僧都实因的入门弟子。正历5年（994年）11月5日，于15岁时任权少僧都（以如此年少任僧官，为日本史上初例）。

长德元年（995年）父藤原道隆去世，翌长德二年（996年）隆圓之兄藤原伊周、藤原隆家因“长德之变”遭贬谪，姐定子皇后被迫出宫。隆圓同母兄弟姐妹之间感情和睦，一家没落后，经常陪伴在生活不如意的姐姐定子身边。

长保2年（1000年）12月，姐定子崩逝。在为定子送葬的路上，隆圓于大雪纷飞之中徒步跟随灵车，留下一首哀伤的和歌。

宽弘4年（1007年），隆圓升任权大僧都。宽弘8年（1011年），一条天皇去世。生前作为一条天皇所亲近的僧人之一的隆圓，在天皇剃发、入棺、出殡之际都侍奉一旁。

长和4年（1015年）2月4日，隆圓死去，享年36岁。

## 逸事
- 在侍奉姐姐定子皇后的女房清少纳言所著随笔《枕草子》里，隆圓以“僧都之君”的名号登场[5]。
- 隆圓见妹妹原子拿着先父道隆所遗留的一支挺有来由的笛，便央求要用自己的好琴来和妹妹交还。但原子并无答复，隆圓终不得此笛。姐定子解释这是引用了唐人千石购笙而对方仍不卖，所以将笙命名为“否，不可替换”。隆圓没有参透这支笛子的名字，所以不明白为何妹妹未将笛子和他交换[6]。
- 清少纳言与藤原行成的来往书信中，写着她后来被选入《百人一首》中的那首代表作“逢坂关”的和歌，被隆圓叩首取走了[6]。

## 脚注
1. ↑  《平安时代人物事典》
2. ↑  《日本纪略》
3. ↑  见《小右记》同日条
4. ↑  《荣华物语》卷七
5. ↑  《枕草子》，林文月译本
6. 1 2  同上